# Heukelomse Beek
De Heukelomse Beek is een waterloop die enkele kilometers ten zuiden van Nieuw Bergen begint en in noordwestelijke richting parallel aan de Maas door het winterbed van de Maas loopt, om bij Heukelom in de Maas uit te monden. De lengte van de beek bedraagt ongeveer 5 km.
Men vindt hier zowel grasland, als vochtige en droge bossen.
Kenmerkend voor dit laaggelegen gebied is kwel. Dotterbloem en grote pimpernel zijn enkele hier voorkomende planten.
In 2015 werden werkzaamheden aan de -voordien rechtgetrokken- beek en haar omgeving uitgevoerd, waarbij 300 ha nieuwe natuur ontstond, in aansluiting op de percelen (93 ha) die al in eigendom waren van Het Limburgs Landschap. Ook Staatsbosbeheer bezit hier terreinen.